# Speakon

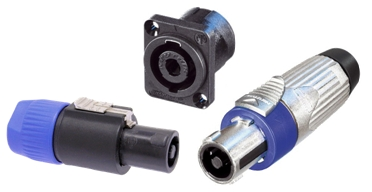
Neutrik Speakon connector

De Speakon-connector van de Liechtensteinse fabrikant Neutrik wordt gebruikt voor verbindingen tussen luidsprekers en versterkers, vooral bij professionele audioapparatuur.
De Speakon-connector is ontworpen met een kliksysteem. Bij het aansluiten moet de connector een kwartslag gedraaid worden zodat deze zichzelf vast klikt. Omdat deze connector hoge stromen en spanningen kan transporteren zijn er alleen maar vrouwelijke kabel connectoren. Om de kabels te verlengen heb je dus speciale koppelstukjes nodig. De polen van de connector zijn zo altijd onbereikbaar.
Het grootste nadeel van de Speakon connectoren zijn de kosten en de afhankelijkheid van een enkele fabrikant. De Speakon connector wordt namelijk alleen gemaakt door Neutrik. Andere fabrikanten mogen de geregistreerde naam Speakon niet gebruiken voor hun producten. Toch zijn er heel veel fabrikanten die onder een soortgelijke naam dezelfde pluggen en chassisdelen produceren.
Speakon is te verkrijgen in 2-(NL2), 4-(NL4) en 8-polige(NL8) connectoren. De 2- en 4-polige connectoren hebben dezelfde afmetingen, ze kunnen op elkaar aangesloten worden. Echter zullen dan enkel de +1 en de -1 signalen doorgegeven worden. De 8-polige connector is groter om de extra polen te kunnen huizen.
Van dezelfde fabrikant komt ook het PowerCon-systeem, speciaal ontworpen voor het voeden van apparatuur. Om veiligheidsredenen zijn de connectoren van deze twee systemen zo ontworpen dat ze niet met elkaar verbonden kunnen worden.

## Specificaties
| Wat                         | Waarde                |
| --------------------------- | --------------------- |
| Maximale stroom per contact | 40 A rms continu      |
| Maximale stroom per contact | 50 A audiosignaal     |
| Maximale spanning           | 250 V                 |
| Kabeldikte                  | 7 - 14.5 mm           |
| Trekkracht                  | ≥ 220 N               |
| Draadkerndikte              | 4 mm² / 6 mm²         |
| Bevestiging draden          | Schroeven of solderen |
| Sluit systeem               | Quick Lock (latch)    |
| Temperatuur                 | -30 °C to +80 °C      |